# 조지 언쇼
조지 리빙스턴 언쇼(영어: George Livingston Earnshaw, 1900년 2월 15일~1976년 12월 1일)는 미국의 프로 야구 선수로, 메이저 리그 베이스볼(MLB)에서 투수로 뛰었다. 1928년부터 1936년까지 9시즌 동안 필라델피아 애슬레틱스, 시카고 화이트삭스, 브루클린 다저스, 세인트루이스 카디널스에서 선수 생활을 했다. 1929년 애슬레틱스 소속으로 아메리칸 리그(AL) 다승 1위에 올랐고, 통산 319경기에 출전해 127승 93패, 평균자책점 4.38, 1,002탈삼진의 성적을 올렸다. 또한 애슬레틱스 선수단의 일원으로 세 차례 아메리칸 리그 정규 시즌 우승과 1929년과 1930년 월드 시리즈 우승을 경험했다.